# Folcuin de Walcourt
 (août 2025).
Si vous disposez d'ouvrages ou d'articles de référence ou si vous connaissez des sites web de qualité traitant du thème abordé ici, merci de compléter l'article en donnant les références utiles à sa vérifiabilité et en les liant à la section « Notes et références ».
Folcuin de Walcourt (né vers 1010), seigneur de Walcourt, fils d'Oduin de Walcourt et d'Eremburge.
Attesté vers 1031, il augmenta la dotation du chapitre par l'abandon de la none d'éprave, du tiers de l'église de Lessive et d'autres biens. Il était témoin en 1031 dans une charte de l'évêque de Liège en faveur de la collégiale de Saint-Barthélemy.
Il épousa Frédélinde née vers 1015 dont il eut un fils : Oduin II de Walcourt.